# پینتوون (کارولینای شمالی)
پینتوون (به انگلیسی: Pinetown) شهری در ایالت کارولینای شمالی کشور ایالات متحده آمریکا است که جمعیت آن در سرشماری سال ۲۰۱۰ میلادی، ۱۵۵ نفر بوده‌است.